# 趙幼斌
趙幼斌（1950年—）是中國武術家，杨氏太极拳第五代传人，中国武术八段。現任西安市武术协会副主席、西安太极拳总会会长、西安永年杨氏太极拳学会会长、陕西省太极拳委员会副主任等職。

## 生平
出生于西安，祖籍河北永年广府镇。是杨氏太极拳主要創編人杨澄甫的侄外孙。趙幼斌從小隨父親赵斌和姑父傅钟文練習太极拳，16歲時就開始教拳。
1984年，成立西安杨氏太极拳学会。2008年被聘为《中国武术段位制系列教程——杨式太极拳》的主要参编人员及教学演示者。2013年晋升為中国武术八段。